# Cucullia balsamitae
Cucullia balsamitae là một loài bướm đêm trong họ Noctuidae.